# جلبان أصفر
الجلبان الأصفر أو جلبان أو قرفالة (باللاتينية: Lathyrus ochrus) نوع نباتي من جنس الجلبان ينتمي إلى الفصيلة البقولية.

## الموئل والانتشار
موطنه بلاد الشام والمغرب العربي وحوض البحر الأبيض المتوسط.

## مرادفات للاسم العلمي
- (باللاتينية: Pisum ochrus)